# 沧江糙苏
沧江糙苏（学名：Phlomis ambigua）为唇形科糙苏属下的一个种。